# Damak Gelugur
Damak Gelugur is een bestuurslaag in het regentschap Serdang Bedagai van de provincie Noord-Sumatra, Indonesië. Damak Gelugur telt 511 inwoners (volkstelling 2010).